# Exit 8 (phim)
Exit 8 (Nhật: 8番出口 Hepburn: Hachiban Deguchi) là một bộ phim điện ảnh thuộc thể loại kinh dị – tâm lý ra mắt vào năm 2025 do Kawamura Genki viết kịch bản và đạo diễn, dựa trên trò chơi điện tử phiêu lưu The Exit 8 của studio Kotake Create phát hành năm 2023. Phim có sự tham gia diễn xuất của Ninomiya Kazunari, Kochi Yamato, Asanuma Naru, Hanase Kotone, Komatsu Nana.
Bộ phim đã có buổi ra mắt toàn cầu tại Midnight Screenings của Liên hoan phim Cannes 2025 vào ngày 19 tháng 5 năm 2025, và sẽ được ra mắt tại các rạp ở Nhật Bản bởi Toho vào ngày 29 tháng 8 năm 2025.

## Nội dung
Một người đàn ông bị mắc kẹt trong một hành lang tàu điện ngầm vô tận và dường như không có điểm kết thúc, bắt đầu hành trình tìm Lối ra số 8 (Exit 8). Cuộc hành trình của anh ta có những quy tắc rất đơn giản: không bỏ sót bất kỳ điều gì dị thường. Nếu phát hiện dị thường, anh ta phải quay đầu lại ngay lập tức. Nếu không có điều gì dị thường, thì anh ta phải tiếp tục đi cho đến khi tìm ra Lối ra số 8. Nhưng chỉ một sự sơ suất nhỏ cũng sẽ đưa anh quay lại điểm bắt đầu. Liệu anh có thể hoàn thành mục tiêu và thoát khỏi nơi hành lang vô tận này không?

## Diễn viên
- Ninomiya Kazunari trong vai người đàn ông bị lạc[2]
- Kochi Yamato trong vai người đàn ông đi bộ
- Asanuma Naru[2]
- Hanase Kotone[2]
- Komatsu Nana[3]

## Sản xuất
Đây là bộ phim live-action dựa trên trò chơi The Exit 8 đã được Toho công bố vào ngày 27 tháng 12 năm 2024 với Kawamura Genki đảm nhận vai trò viết kịch bản, sản xuất và đạo diễn, và sự tham gia của Ninomiya Kazunari và Kochi Yamato trong các vai diễn "người đàn ông đi lạc" và "người đàn ông đi bộ".
Quá trình quay phim diễn ra từ cuối năm 2024 đến đầu năm 2025 tại Tokyo, với bối cảnh chủ yếu được dựng lại như một bản sao của hành lang ngầm trong trò chơi gốc.
Đoạn giới thiệu đầu tiên được Toho phát hành quốc tế vào tháng 3 năm 2025. Đến ngày 2 tháng 5 năm 2025, có thông báo rằng một tiểu thuyết cùng tên sẽ được phát hành song song với bộ phim được chấp bút bởi chính Kawamura Genki, đạo diễn và biên kịch của phim.

## Phát hành
Exit 8 dự kiến phát hành vào ngày 29 tháng 8 năm 2025 tại Nhật Bản và vào tháng 9 năm 2025 tại thị trường quốc tế. Bộ phim đã được chọn để chiếu ngoài cuộc thi chính thức (không tham gia tranh giải) tại Liên hoan phim Cannes 2025 vào tháng 5 năm 2025.

## Đón nhận

### Đánh giá chuyên môn

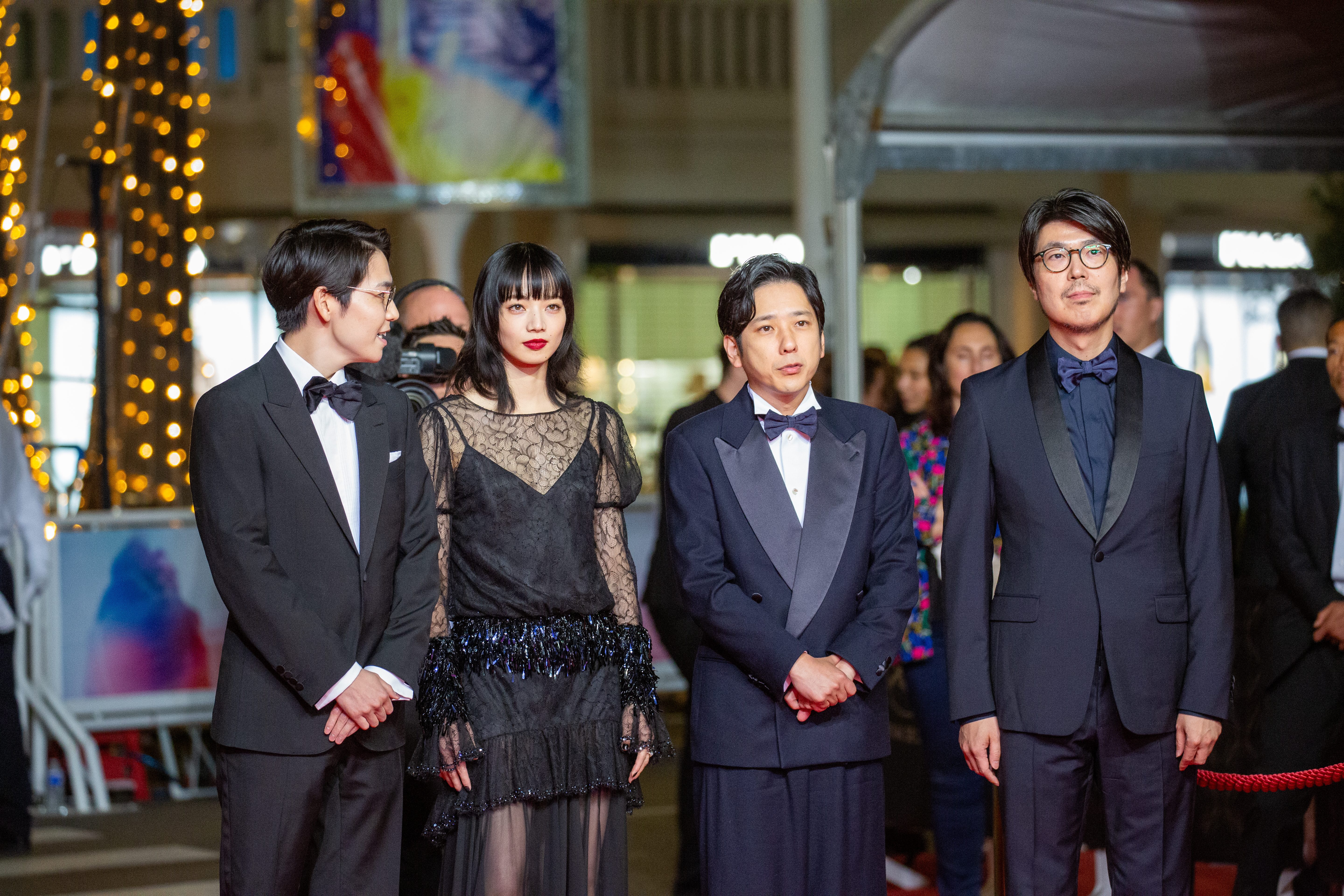
Dàn diễn viên và đoàn làm phim tại Liên hoan phim Cannes 2025

Jonathan Romney đến từ tạp chí phim Screen International đã nhận xét: "Đây là một bộ phim chuyển thể từ game hiếm hoi mà thực sự mang lại cảm giác như đang chơi một trò chơi, với những quy tắc khó hiểu đầy thử thách, Exit 8 chắc chắn sẽ trở thành một tượng đài văn hóa vững chắc, không chỉ ở Nhật Bản mà còn lan tỏa ra toàn cầu." Clarence Tsui từ tạp chí South China Morning Post đã đánh giá 3/5 sao và nói rằng "Kawamura Genki đã biến cốt truyện đơn giản - nơi người chơi liên tục chạy qua một hành lang ngầm ngắn để tìm đường thoát - thành một bộ phim tâm lý kinh dị sâu sắc, khám phá tội lỗi và hành trình chuộc lỗi của một người đàn ông."
Bộ phim đã nhận được một tràng pháo tay kéo dài tám phút tại Liên hoan phim Cannes 2025.